# Barociclonómetro

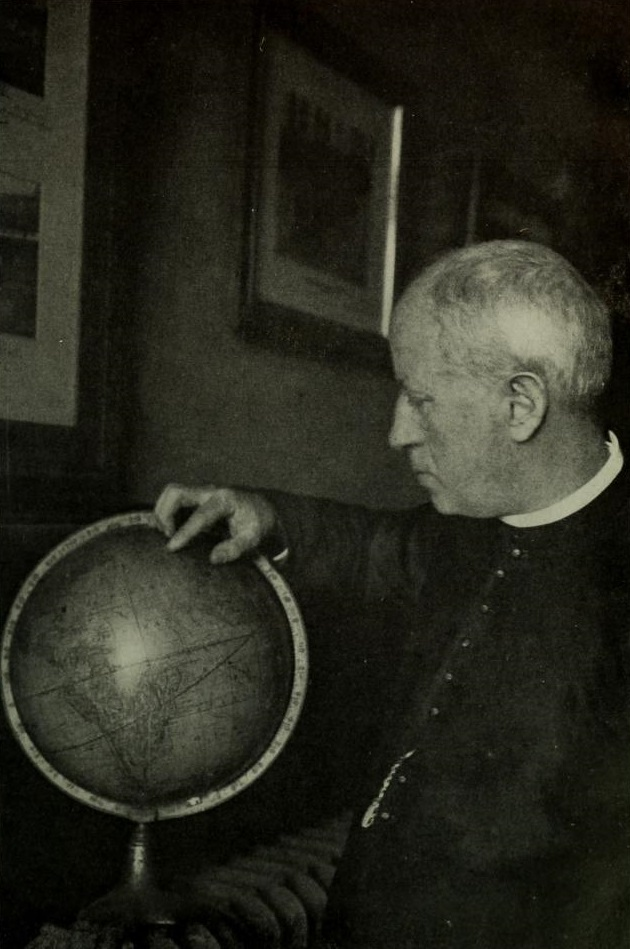
Retrato de José María Algué

El barociclonómetro es un instrumento que sirve para anunciar la proximidad y dirección de los ciclones. 
Es este instrumento una ingeniosa combinación del barómetro con un aparato avisador del ciclón inventado por el sabio jesuita catalán José María Algué (1856-1930). El barómetro especial que unido al nuevo aparato constituye el barociclonómetro Faura, inventado por el Padre Faura, predecesor del Padre Algué en la dirección del Observatorio de Manila de quien fue su auxiliar hasta su muerte. 
Con el barómetro común solo se conocía la proximidad de la tempestad mas no la dirección en que se mueve el centro o vórtice del ciclón lo que precisamente se consigue por medio del barociclonómetro, instrumento adoptado a principios del siglo XX por la mayor parte de los buques que navegaban por los mares orientales de Asia y que dio fama universal al Padre Algué.
Algué fue discípulo del también jesuita Federico Faura, científico tardoilustrado vinculado a la Escuela Universalista Española del siglo XVIII, como Benito Viñes en La Habana, y fundador del Observatorio de Manila y su red de informantes, decisiva para la eficacia de las predicciones.